# Oszkár Gerde
Oszkár Gerde (født 8. juli 1883 i Budapest, død 8. oktober 1944 smst.) var en ungarsk fægter, som deltog i to olympiske lege inden første verdenskrig.

## Fægtekarriere
Gerde fægtede for klubben MAC i Budapest. Han deltog første gang ved OL i 1908 i London, hvor han stillede op i sabel, både individuelt og for hold. I den individuelle turnering nåede han semifinalen, og i holdkonkurrencen, hvor Ungarns hold ud over Gerde bestod af Jenő Fuchs, Péter Tóth, Lajos Werkner og Dezső Földes, vandt holdet først 9-0 over Tyskland, derpå 11-5 over Italien i semifinalen, mens det i finalen blev 9-7 over Bøhmen og dermed guldmedalje.
Ved OL 1912 i Stockholm stillede han op i de samme to konkurrencer, og individuelt nåede han igen semifinalen. I holdkonkurrencen stillede ungarerne med guldholdet fra 1908 suppleret med László Berti, Ervin Mészáros og Zoltán Schenker, og efter at have vundet deres indledende pulje gjorde de rent bord i finalepuljen og genvandt dermed guldet, mens Østrig fik sølv og Nederland bronze.
Tre år efter første verdenskrig, i 1922, 1924 og 1925, var Gerde med til at vinde det ungarske holdmesterskab i sabel.
I 1910 var han involveret i en kamp mod sin landsholdkammerat Jenő Fuchs, hvorunder denne fik en mindre hovedskade.

## Øvrige karriere
Gerde var uddannet jurist og arbejdede en periode for Budapests handelskammer. Han fortsatte desuden involveringen i fægtning, blandt andet som international fægtedommer. Derudover var han en periode vicepræsident for det ungarske fægteforbund, lige som han var involveret i det ungarske fægtehold ved OL 1928.
Under anden verdenskrig blev han som jøde indsat i den nazistiske Mauthausen-Gusen koncentrationslejr, hvor han døde.